# Virrasztó (angyal)

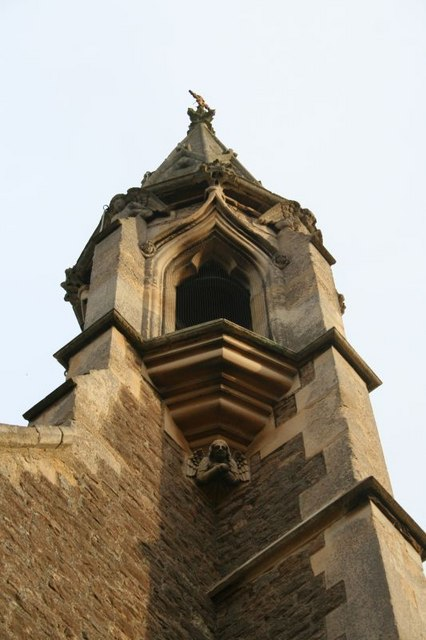
Virrasztó angyal a Szent Mihály-templom tornyán, Clifton Hampden, Oxfordshire, Anglia

A virrasztó (arámiul עִיר iyr, többes szám עִירִין iyrin, NFÁ ʕiːr(iːn); Görögül: ἐγρήγοροι, átbetűzés,: egrḗgoroi; Szláv transzliteráció, Grigori, „Virrasztók”, „az ébren lévők”; „őr”, „figyelő”) bibliai angyalokra használt kifejezés a bibliában. A virrasztó szó megjelenik egyes szám és többes számban is Dániel könyvében (Kr.e. 4–2. század), ahol az utalások szentségükre mutatnak.

## Dániel
Dániel könyvében, 4:13, három utalás található a „virrasztó, szent” osztályra (virrasztó, Arámiul `iyr; szent, Arámiul qaddiysh). A fogalmat először Nabukodonozor használta, aki azt mondta, hogy látott egy „virrasztót, egy szentet, aki a mennyekből jött le”. A király álmában az angyal azt mondta, hogy füvet fog enni, és elveszti elméjét, és ez a büntetés „a virrasztók rendelete, a Szentek szavának követelménye” … „hadd tudják az élők, hogy a Leghatalmasabb uralja az ember királyságát”. Dániel miután meghallgatta a királyt, egy óra tanakodás után így válaszolt: 

„És mert a király egy virrasztót látott, egy szentet, aki a mennyekből jött le és mondá, Vágd ki a fát és pusztítsd el, de hagyd meg az ő gyökereit a földben, kösd meg azt egy vasszalaggal, majd egy bronzszalaggal, a mező gyengéd füvében, és hagyd hogy átnedvesedjen az a menny harmatától, és az ő eledele egy legyen a mezők vadjaival, amíg nem az idő hét íziglen el nem telik fölötte' ez álmod jelentése, Ó király: A Leghatalmasabbik rendelete ez, ami uram fölött, a király fölött született, ami szerint kivetetsz az emberek közül, és a te tartózkodásod a mezőn legelő állatokéval fog együtt lenni. Füvet fogsz enni, mint az ökrök, és átázol a menny harmatától, és az idő hét íziglen fog eltelni fölötted, amíg rájössz, hogy a Leghatalmasabbik uralja az ember királyságát és annak adja azt, akinek akarja.”

Johann Wigand protestáns reformátor úgy véli, hogy a virrasztó Nabukodonozor álmában vagy maga Isten, vagy az Isten fia. A Szentháromságra is utal a 17. („Ez a virrasztók rendelete”) és a 24. („ez a Leghatalmasabbik rendelete) verseket összekötvén.
Világi tudósok úgy látják ezeket a „virrasztókat, szenteket”, mint a babilóniai vallás egyik befolyását, miszerint ennek a résznek szerzője Dániel könyvében, megpróbálja Nabukodonozor babilóniai isteneivel elfogadtatni Izrael istenének az erejét, mint a „Leghatalmasabbikét”. A görög Septuaginta verzió eltér az arámi masoret szövegtől: például az arámi írásban zavaros, hogy ki mondja a 14. verset, Nabukodonozor vagy a virrasztó az álmában.

## Énok könyvei
Énok könyveiben, Énok első könyve leginkább a virrasztók bukására összpontosít. Énok második könyvében a Virrasztók (görög egrḗgoroi), az ötödik mennyben vannak, ahol a bukás történt. Énok harmadik könyve az el nem bukott Virrasztókra helyez figyelmet.
A „Virrasztók” kifejezés elég gyakran tűnik fel Énok könyveiben. A Virrasztók könyve (1 Énok 6-36) megjelenik arámi részletekben az irin we-qadishin, „Virrasztók és Szentek” frázissal, ami az arámi Dánielre utalhat. Az arámi irin „virrasztók” jelentése „angyal” (Görög angelos, Kopt malah) a görög és etióp fordításokban, habár a hagyományos arámi szó az angyalra, a malakha nem jelenik meg az arámi Énokban.
Ennek a részletnek az írásának időpontja kb. Kr.e. 2.-1. században lehet. Maga a könyv a Teremtések könyvének egyik versére a hatodik fejezeteben alapszik, az Isten fiaira, amelyben le van írva az angyalok házassága földi nőkkel, akik egy új hibrid fajnak adnak életet, a nephilimeknek. Az irin fogalom az engedetlen Virrasztókra van használva, megnevezve 200-an vannak, köztük vezéreikkel is, viszont az arámi iri az alázatos angyalokra is használva van, akik megkötözik ezeket, mint például Rafael arkangyal (1 Énok 22:6).

### Énok könyve
Énok könyvében a Virrasztók (arámiul עִירִין, iyrin) a földre küldött angyalok, akinek feladata az emberek felügyelete volt. Ezek az angyalok hamarosan elkezdtek vágyakozni a földi nők után, és vezérük, Shemjáza sarkallására tanítani kezdték az embereket és szaporodni kezdtek velük. Ezeknek a szaporulatoknak az eredményei a nephilimek voltak, vad óriások, akik tönkretették a földet és veszélyeztették az emberiséget.
Shemjáza és társai később megtanították az embereket különféle mesterségekre és technológiákra, mint például a fegyverkészítésre, a kozmetikára, tükrök készítésére, mágiára és más egyéb technikákra, amiket az emberiségnek lassan kellett volna önmagától felfedeznie, nem hirtelen rájuk zúdítani az ezekkel kapcsolatos ismereteket. Miután Isten látta mik történnek a földön ennek következményeként, úgy döntött, hogy özönvizet zúdít az egész világra, hogy megszabaduljon a nephilimektől, de előbb elküldte Uriélt Noéhoz, hogy őt megtartsa és ezáltal az emberiséget is. A virrasztók a földnek völgyeiben vannak megkötözve egészen a végítélet napjáig. (Júdás levelének 6. verse azt írja, hogy a bukott angyalok „örökkévaló láncokkal lesznek lekötve a sötétségben” egészen a végítéletig.)

A tízek vezérei, Énok könyve szerint a következőek: 

„7. Ezek a vezéreik nevei: Shemjáza, aki (fő)vezérük volt, Uraklbárméel, Rámláel, Kokábel, Támiel, Rámuel, Dánel, Ázákéel Baráqjéel, Asáel, Ármáres, Bátráel, Anánel, Szeráquel, Szamszávéel, Szatárel, Turel, Jomjáel, Száriel. Ezek voltak a tízek vezérei.”

Énok könyve úgy szint megnevezi a 200 bukott angyal vezéreit, akik emberekkel házasodtak, természetellenes szaporodásba kezdtek és tiltott tudományokat tanítottak nekik. Néhányuk Raziel könyvében, a Zóhárban és a Jubileumok könyvében is meg vannak említve.
- Szeráquel, megtanította az embereknek a föld jeleit. Habár A Sibylline Orákulumokban Szeráquel nem bukott angyalként, se nem Virrasztóként van megemlítve, hanem egyikeként az öt angyalnak, akik igazságra vezették az emberek lelkét, a másik négy Ramiel, Uriél, Számum és Azázél (Sátán).
- Ármáres, a varázslás elhárítását tanította az embereknek.
- Azázél (Sátán) megtanította az embereket arra, hogy hogyan készítsenek maguknak kardokat, késeket, pajzsokat, mellvérteket és a kozmetika titkait is feltárta előttük.
- Gádréel (vagy Gader'el) a kozmetika használatára, fegyverek használatára és az emberre mért halálos csapásokra tanította meg őket.
- Baráqjéel tanította az asztrológiát.
- Bazázéel ugyan meg van említve Énok első könyvében, viszont a sérült kéziratok és az írások nehézséges fordításai miatt a legtöbb fordításban nem szerepel.
- Ázákéel a felhők és jelek ismeretét tanította.
- Kokábel Raziel könyvében egy magas rangú, szent angyal. Énok első könyvében egy bukott virrasztó, az alvilág lakója, és 350,000 szellem parancsnoka.
- Pénemuné, megtanította az embereknek a „keserűt és az édeset” és a „tintával, papírral való írást”. (1 Énok 69:8)
- Száriel (Szuruél) a hold útjait (abban az időben tiltott tudomány volt).
- Shemjáza egyik vezére a bukottaknak.
- Szamszávéel, egykor az Éden egyik őrzője a Zóhárban, Uriél arkangyal segédtiszteinek egyikeként szolgált (a másik Hasdiel). A Jubileumok könyvében a Virrasztóként van megnevezve. Egy bukott angyal, aki a nap útjait tanítja.
- Jéqon volt az, aki a Virrasztókat arra ösztönözte, hogy szexuális kapcsolatba lépjenek az emberekkel. Bűntársai Ásbéel, Gádréel, Pénemuné és Kásdéja voltak, akik mind „sátánként” voltak hívva.

Énok könyvének mondanivalója a Geneszisz 6:1-4 verseivel is összefüggésbe került, ahol Virrasztók helyett Isten fiai vannak megemlítve:

„Lőn pedig, hogy az emberek sokasodni kezdenének a föld színén, és leányaik születének. És láták az Istennek fiai az emberek leányait, hogy szépek azok, és vevének magoknak feleségeket mind azok közül, kiket megkedvelnek vala. És monda az Úr: Ne maradjon az én lelkem örökké az emberben, mivelhogy ő test; legyen életének ideje száz húsz esztendő. Az óriások valának a földön abban az időben, sőt még azután is, mikor az Isten fiai bémenének az emberek leányaihoz, és azok gyermekeket szűlének nékik. Ezek ama hatalmasok, kik eleitől fogva híres-neves emberek voltak.”

### Énok második könyve
A zsidó pszeudoepigráf Énok második könyve (Szláv Énok) a Grigorikról beszél, akik megegyeznek az Énok első könyvében szereplő Virrasztókkal. A szláv Grigori szó a könyvbeli formájában egy átírás a görög ἐγρήγοροι egrḗgoroi szóból, ami „ébert” jelent. Héber megfelelője ערים, melynek jelentése „ébredés”, „éber”.
A 18. fejezet úgy mutatja be a Grigorit, mint számlálhatatlan emberi kinézetű katonát, méretük „nagyobb, mint az óriásoké”. Az ötödik mennyben lakoznak, és „Girgoriként vannak leírva, akik az ő hercegükkel, Sátánnal, megtagadták a Világosság urát”. Énok második könyvének egy verziója egy számot is ad róluk, 2 milliót. Továbbá az áll a könyvben, hogy néhányuk „alászállottak az Úr trónjától a földre” és nőket vettek feleségül „beszennyezték a földet az ő tetteikkel”, ami miatt büntetésük örök fogság az alvilágban. Azok száma, akik leereszkedtek a földre általában három, viszont Andrei O. Orlov szerint néhány kézirat számukat 200-ra, esetleg 200 millióra becsüli.
A 29. fejezet, a teremtés második napjára utal, az ember teremtése előtt azt írja, hogy „egyben az angyalok rendje közül”, vagy Énok második könyvének egy másik verziója szerint, „az arkangyalok egyikében”, „egy lehetetlen ötlet fogant, miszerint trónusát a felhők fölé helyezné és ereje egyenlővé válna az Úréval. Az Úr pedig levetette őt a magasságból az ő angyalaival együtt, és repült a levegőben, a feneketlenségben.” Habár csak egy a kézirathoz adott címben van megemlítve, a fejezet gyakran úgy van értelmezve, mint Sátán és az ő angyalaira, a Grigorikra utaló szöveg.
A Biblia egyik fordításában különbség van téve a Grigorik és a bukott angyalok között, Énok látomására alapozva, aki „óriásokat, a bukott angyalok testvéreit” látta az ötödik mennyben.
Énok második könyvének 18:3 részének hosszabb recenziója úgy azonosítja a második menny rabjait, mint a Sátán angyalait.

## Jubileumok könyve
A „Virrasztó” kifejezés megjelenik a Jubileumok könyvében is (Jub. 4:15, 5:1).

## Damaszkuszi Irat
Egy utalás található a héber Damaszkuszi Iratban, 2:18, a „virrasztók mennyből való bukására”, amely visszhangoztatja 1 Énok 13:10-et.

## Kabbalah
A Zóhár említést tesz a „virrasztókról” Nabukodonozor álmaiban.

## Lehetséges Babilóniai/Arámi eredetek
A Haifai Egyetem zsidó történésze, Jonathan Ben-Dov állítása szerint a virrasztók mítosza Libanonban kezdődött, amikor is arámi írók megpróbálták szavakba önteni a mezopotámiai kőszobrokon lévő képeket, anélkül, hogy el tudták volna olvasni az akkád szöveget.

## Ábrázolások a népkultúrában
Számos értelmezés született a Grigorikat illetően a népkultúrákban.
„A Virrasztó” egy visszatérő Marvel képregény karakter, aki legelőször a „Fantasztikus négyes #13”-ban jelent meg, 1963-ban. Név szerint „Uatu”, egy fejlett faj tagja, aki az emberi fajt tanulmányozza, de nem avatkozhat történelmébe. Uatu megszegi ezt az utasítást és néha beavatkozik az emberek ügyeibe, mivel a sok évnyi megfigyelés során megszerette az emberiséget.
A „Hegylakó” című sorozatban szerepel egy „Figyelők” nevű csoport. Feladatuk a halandó „hegylakók” megfigyelése, viszont szintén közbeavatkozás nélkül.
Berlin felett az ég című filmben Berlint angyalok figyelték, őrizték.
Kevin Smith 1999-es vallásos szatíra Dogmájában, Bartleby karaktere (játszotta Ben Affleck) egykori Figyelőként van megemlítve.
Darren Aronofsky 2014-es biblikus Noéja, szerepet ad számos Virrasztóknak, akik a filmben úgy vannak feltüntetve, mint akik kidobattak a Mennyből, mivel segítettek az emberiségnek.
Traci Harding „The Cosmic Logos” című könyvében a Grigorik olyan bukott szellemi lények, akik figyelték és segítették az emberi lények fejlődését és ezáltal elnyerték a „Figyelő, Őrző” címet.
Deirdra Eden A figyelők, a fény lovagja című könyvében egy fiatal lány, Auriella, elmenekül falujából miután boszorkánysággal vádolták meg és halálra ítélték. A sötétség lényeinek üldözése végett nehezen elfogadja sorsát és eldönti, hogy az örök háború melyik oldalán küzdjön.
Az Odaát 10. évad „Angel Heart” című részében meg vannak említve a Grigorik Tamiel személyében („Peter Holloway” név alatt), aki a rész főgonosza. A rész egyik pillanatában egy kép látható, ami egy grigori festmény a sorozat szerint—valójában az is, egy klasszikus ábrázolás Mihály arkangyal és a Sátán csatájáról.

## Fordítás
Ez a szócikk részben vagy egészben  a   Watcher_(angel) című angol Wikipédia-szócikk fordításán alapul.  Az eredeti cikk szerkesztőit annak laptörténete sorolja fel. Ez a jelzés csupán a megfogalmazás eredetét és a szerzői jogokat jelzi, nem szolgál a cikkben szereplő információk forrásmegjelöléseként.